# リボッラ・ジャッラ
リボッラ・ジャッラ (Ribolla Gialla) (またはリボッラ (Ribolla) 、スロベニア語: ルメーナ・レブーラ (Rumena rebula) 、クロアチア語: ヤールボラ (Jarbola) ) は、イタリアの白ワイン用ブドウ品種であり、イタリア北東部のフリウリ＝ヴェネツィア・ジュリア州における栽培がもっとも著しい。このブドウはスロベニアにもみられ、同国ではレブーラ (Rébula) の名で知られている。フリウリでは、ロザッツォおよびゴリツィアの一帯でこのブドウの栽培が盛んである。スロベニアでは、ブルダ市において栽培が著しい。 フリウリの赤ワイン用ブドウ品種スキオペッティーノはリボッラ・ネーラ (Ribolla nera) の名でも知られているが、このブドウとは類縁関係にない。名も知られず品質も劣る品種リボッラ・ヴェルデ (Ribolla verde) は突然変異種であり、あまり使用されることはない。

## 歴史

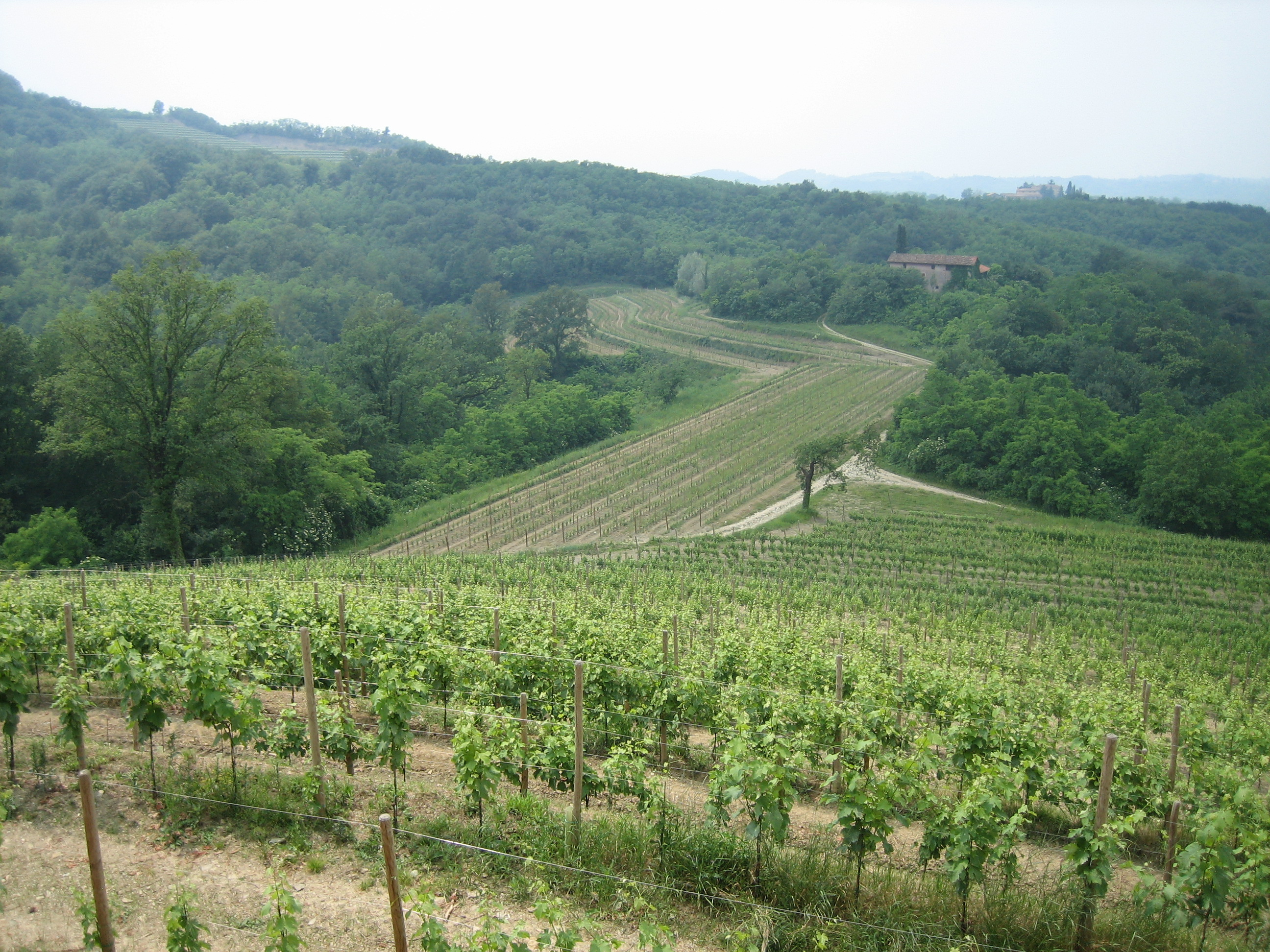
今日、リボッラ・ジャッラはフリウリ＝ヴェネツィア・ジュリア州の各地で広くみられる。

このブドウの起源をギリシャのロボラとする諸説は、2007年および2008年のDNA型鑑定によってロボラとリボッラ・ジャッラとのあいだに遺伝子的類縁関係は一切ないことが判明したのを受け、否定されている。 現在、リボッラ・ジャッラはフリウリ・コッリオまたはゴリシュカ・ブルダ地方が起源であると考えられている。このブドウに関する最初の記録は、フリウリ地方のブドウ畑用地をめぐる公証人による契約書で、1289年のものである。14世紀のイタリアの詩人ジョヴァンニ・ボッカチョは、貪食を非難する際に列挙した罪のなかに、リボッラのワインを深酒することを入れていた。オーストリア公レオポルト3世がトリエステ領有を確立した際には、この地方で最も良い出来のリボッラのワインを同市は毎年100甕分差し出すように、という条項を協定文に含めている。1402年には、このブドウから作られたワインの評判がとても高くなっていたため、ウーディネ市は一切のリボッラのワインに混ぜ物をすることを禁ずる法律を定める必要に迫られた。18世紀にこの地域の医師アントニオ・ムズニッグ／アントン・ムズニックは、リボッラをフリウリで最高の白ワインと評した。19世紀のフィロキセラ禍によってリボッラの植栽は大被害を受け、フリウリのブドウ園経営者の多くが、地元のブドウ品種よりもメルローやソーヴィニヨン・ブランなどフランス系の外来品種に植え換えた。1990年代を迎える頃には、原産地統制呼称 (D.O.C.) の規定に従って生産されたフリウリの全白ワインのうち、リボッラを含むものは1%に満たない状態となっていた。21世紀に入る頃、フリウリ＝ヴェネツィア・ジュリア州のワインに対して国際的な関心が高まったことから、このブドウの植栽は増加した。今日、リボッラ・ジャッラはコッリ・オリエンターリ・デル・フリウリやコッリオ・ゴリツィアーノなどのD.O.C.認定白ワインにおいて、以前よりも重要な役割を担っている。

## ブドウ栽培およびワイン
リボッラ・ジャッラの果房はたいがい小さく、円筒形をしており、果粒は密着している。扁円形の果粒の果皮は淡い黄色しており、斑点がある。非常に多くの果房をつける (特に平地での栽培時) ため、そのままだと水っぽく酸だけが強いワインになりやすい。高品質のワインを作るためには成熟させる房の数を厳しく抑えなければならない。
通常、リボッラ・ジャッラから作った白ワインは、花の香りをもつ酸の立ったライトボディのワインとなる。オーク樽での熟成によって、よりニューワールドらしい特徴を生み出すことができる。コッリオ・ゴリツィアーノやゴリツィア／ゴリシュカ丘陵、ヴィパーヴァ盆地では、この品種を果皮と一緒に発酵させ、今日一般にオレンジワインとして知られる、厚みを増した方式のワインにする生産者も多い。このワインは熟成とともにナッツの風味を帯びることがある。フリウリでは、中部の生産地域よりも南部の生産地域のワインのほうが少しボディが重い。

## 別名
長年にわたりリボッラ・ジャッラは以下のようなさまざまな別名で知られていた：
アーヴォラ (Avola) 、エールブラ (Erbula) 、ガルガーニャ (Gargania, Garganja) 、グレーラ (Glera) 、ゴリツカ・リボラ (Goricka Ribola) 、ヤールボラ (Jarbola) 、イェルブラ (Jerbula) 、ピニョーロ (Pignolo) 、ラビオラ (Rabiola) 、ラボーラ (Rabola) 、ラボッラ (Rabolla) 、ラボッラ・ジャッラ・ディ・ロザツィオ (Rabolla Dzhalla di Rozatsio) 、ラブエレ (Rabuele) 、ライボラ (Raibola) 、レボッラ (Rebolla) 、ルブラ・ジョーヌ (Reboula jaune) 、レーブラ (Rébula) 、レブーラ・ベラ (Rebula Bela) 、レブーラ・ルメーナ (Rebula rumena) 、レブーラ・ズュータ (Rebula zuta) 、レフォスコ・ビアンコ (Refosco bianco) 、リボラ (Ribola) 、リボラ・ビイェラ (Ribola Bijela) 、リボラ・ジャラ (Ribola Djiala) 、リボッラ (Ribolla) 、リボッラ・ビアンカ (Ribolla Bianca) 、リボッラ・ジャッラ (Ribolla Dzhalla) 、リボッラ・ジャッラ・ディ・ロザッツ (Ribolla Gialla di Rosazz) 、リボッラ・ジャッラ・ディ・ロザッツォ (Ribolla Gialla di Rosazzo) 、リブエラ (Ribuela) 、リブエレ (Ribuele) 、リブエレ・ジャレ (Ribuele Zale) 、リブラ・ズュータ (Ribula Zuta) 、リブオレ (Ribuole) 、ロボッラ (Robolla) 、ロザッツォ (Rosazzo) 、ルメーナ・レブーラ (Rumena Rebula) 、テラン・ビイェリ (Teran Bijeli) 、ゼレナ・レブーラ (Zelena Rebula)